# 贝尔纳特·索里亚
贝尔纳特·索里亚·埃斯孔斯（西班牙語：Bernat Soria Escoms，1951年5月7日—）是西班牙巴伦西亚省出身的医学研究者。2007年至2009年担任西班牙卫生与消费大臣。

## 经历
毕业于華倫西亞大學，获得医学博士学位。在马克斯·普朗克生物物理化学研究所和东英吉利亚大学从事博士后科研工作。研究方向为干细胞。
2007年7月在内阁改组中接替埃莱娜·萨尔加多成为新任卫生与消费大臣。2008年3月当选众议院议员，代表阿利坎特选区。2009年4月在内阁改组后没有留任。同年10月底决定放弃众议院议员席位，回到塞维利亚的安达卢西亚分子生物学研究中心，继续从事科研活动。